# Johan II van Aragón
Johan II (Medina del Campo, 29 juni 1398 – Barcelona, 19 januari 1479) was de koning van Aragón van 1458 tot 1479, en iure uxoris koning van Navarra van 1425 tot zijn dood. Hij was de zoon van Ferdinand I en zijn vrouw, Eleonora Urraca van Castilië. Johan wordt beschouwd als een van de meest gedenkwaardige en meest gewetenloze koningen van de 15e eeuw.

## Afkomst
Hij was een zoon van Ferdinand I en Eleonora Urraca van Castilië. In het koninkrijk Aragón was hij de opvolger van zijn broer Alfons V.

## 1420-1450
Johan was behalve Prins van Aragón ook de 2e hertog van Peñafiel, een titel die hij van zijn vader erfde. Hij trouwde in 1420 met Blanca I van Navarra, weduwe van Martinus I van Sicilië, dochter van Karel III van Navarra. Nadat haar vader in 1425 stierf werd Blanca koningin van Navarra en Johan koning-gemaal.
Johan II en Blanca van Navarre kregen één zoon, Karel, die in 1428 de titel Prins van Viana kreeg. Deze titel was door zijn grootvader Karel III bedacht om de troonopvolging in het koninkrijk Navarra vast te leggen. Blanca liet bepalen dat haar zoon Karel alleen koning van Navarra mocht worden met de toestemming van zijn vader. Ze wilde hiermee een conflict tussen vader en zoon voorkomen
Johan was de tweede zoon uit het huwelijk van Ferdinand I van Aragón en Eleonora Urraca van Castilië. Zijn oudere broer Alfons erfde daardoor de troon van Navarra . Doordat zijn zoon de troon van Aragón zou innemen zag hij zichzelf van een koningspositie verstoken. Johan II weigerde de rechten van zijn zoon op de troon van Navarra te erkennen. Na de dood van Blanca in 1441 wees Johan zichzelf als koning aan.
Hij probeerde Karel tevreden te stellen door hem tot lieutenant, oftewel plaatsvervangend opperbevelhebber over Navarra te benoemen, maar Karel nam daar geen genoegen mee.
Vanaf 1430 hielp Johan II zijn broer Alfons in de oorlog in Italië. Hij nam in 1435 deel aan de zeeslag bij Ponza, die jammerlijk verloren werd en waarbij de broers gevangen werden genomen door de troepen van Genua. Hij verkeerde daarop kort in gevangenschap, eerst in Genua en daarna in Milaan.
Daarna keerde hij terug naar Spanje om steun te zoeken voor de oorlog van Alfons V tegen Napels. Tevens had hij van zijn broer de opdracht gekregen om vrede te sluiten met Castilië. Dit deed hij met tegenzin, omdat het verlies van zijn land slechts werd gecompenseerd door een eventuele bruidsschat wanneer zijn dochter met Hendrik van Castilië zou trouwen.
In 1447 hertrouwde Johan II met Johanna Enríquez, een dochter van admiraal Fadrique Enríquez en Marina Díez de Córdoba y Ayala.

## 1450-1455
In 1450 brak er een oorlog uit tussen vader Johan en zoon Karel. In deze strijd werd Johan gesteund door de Agramonteses en Karel door de Beaumonteses. De twee belangrijkste adellijke families van Navarra en hun aanhang kwamen zo tegenover elkaar te staan.
In 1451 trok Karel met behulp van de Beaumonteses en de Fransen op en bezette Olite, Tafalla, Aibar en Pamplona en organiseerde samen met troepen uit Castilië een beleg van Estella. Op 7 september trok hij Zaragoza binnen om daar zijn troepen bij elkaar te brengen en te organiseren. [3] Vóór de slag bij Aibar werd er nog onderhandeld maar zonder resultaat. De troepen van Johan II waren in de minderheid maar ervarener en Karel werd in oktober bij Aibar verslagen.
Op 13 mei 1452 tekende Johan II een overeenkomst met zijn zoon Karel waarbij deze zijn titel Prins van Viana afstond, alsmede zijn bezittingen in onroerend goed, landgoederen en kastelen, en de steden Pamplona en Olite. Als bemiddelaar werd Alfons V aangewezen, de broer van Johan, de oom van Karel.
Johan II voelde zich desondanks niet veilig. Hij vroeg om meer garanties. De steun aan zijn zoon Karel werd echter steeds breder. De Catalanen steunden in meerderheid de prins tegen zijn vader. Dit deden zij in de hoop meer onafhankelijkheid voor het vorstendom Catalonië te krijgen. Ook in Navarra en Aragón had Karel veel aanhangers. Uiteindelijk zag Johan zich zo onder druk gezet dat hij Karel uit de gevangenis haalde en hem meenam naar Zaragoza, waar vader en zoon op 9 januari 1453 aankwamen. Er vond een cortes plaats en na veel en lang onderhandelen werd op 24 mei een akkoord opgesteld. Op 5 juni werd dit officieel getekend en op 22 juni werd Karel in vrijheid gesteld, in ruil voor enkele belangrijke gijzelaars.
Karel bleef hierna echter aanspraak maken op de troon van Navarra. Hij legde de kwestie opnieuw voor aan zijn oom Alfons V, die hij op 10 december 1453 in Italië ontmoette.
Na de dood van Johan II van Castilië op 22 juli 1454 ontstond weer oorlog tussen vader en zoon, Johan en Karel.
In september 1454 sloot Alfons V vrede met Hendrik IV van Castilië. Dit ging ten koste van de bezittingen van Johan II van Aragon in Castilië, die uiteindelijk genoegen nam met een compensatie van een jaarlijkse vergoeding van 3,5 miljoen maravedi's.
Op 3 december 1455 sloten Johan II van Aragón en Gaston IV van Foix het Verdrag van Barcelona. Johan II onterfde officieel zijn zoon en benoemde zijn derde kind Eleonora, die met Gaston van Foix getrouwd was, tot troonopvolger van het koninkrijk Navarra.

## 1457-1479
In 1457 verliet Karel van Viana Navarra en ging weer op zoek naar steun bij zijn oom Alfons V van Aragón. In zijn afwezigheid riepen de twee staten van Navarra het hof bijeen. In Estella om Eleonora en Gastón van Foix tot erfgenamen van het koninkrijk Navarra te benoemen en in Pamplona, waar Karel van Viana benoemd werd tot volledig gevolmachtigde koning van Navarra.
In 1458 stierf Alfons V en werd Johan koning van Aragón.
In 1459 vonden onderhandelingen plaats over een eventueel huwelijk tussen Karel van Viana, destijds 38 jaar oud, en de dochter van Johan II van Castilië, Isabel, destijds 9 jaar oud. De tegenstanders van Karel zagen echter meer in een huwelijk tussen zijn halfbroer Ferdinand, die toen 7 jaar was. Ferdinand was de eerste zoon uit het huwelijk tussen Johan II en Johanna Enríquez.
Johan II van Aragón liet Karel op 2 december 1460 in Lerida opnieuw arresteren. Karel werd gevangengezet in Aitona en later in de gevangenis van Morella. Dit leidde echter tot veel protest bij de aanhangers van Karel en op 25 februari 1461 werd Karel weer vrijgelaten.
Op 12 maart bereikte Karel de stad Barcelona waar hij als een held werd ontvangen. De Catalanen accepteerden Johan niet langer als koning. Bij de Capitulatie van Vilafranca del Penedès op 21 juni 1461, werd Karel van Viana door Catalanen en Aragonezen uitgeroepen tot rechtmatig opvolger van Johan II van Aragón. Karel werd tegelijkertijd benoemd tot opperbevelhebber van Catalonië. Niet lang daarna, op 23 september, stierf de prins in het koninklijk paleis in Barcelona. Het gerucht ging dat zijn schoonmoeder Johanna Enríquez hem vergiftigd zou hebben. Dit was de directe aanleiding tot het uitbreken van de Catalaanse Burgeroorlog, die duurde van 1461 tot 1471.
Johan had in 1462 via het Verdrag van Olite hulp ontvangen van koning Lodewijk XI van Frankrijk en moest in ruil hiervoor Roussillon en Perpignan afstaan. Hij werd op latere leeftijd blind door staar maar werd hier door een operatie van genezen. De rest van zijn leven besteedde hij aan een oorlog met Frankrijk.
Johan stierf in 1479 en werd opgevolgd door zijn zoon Ferdinand. Door het huwelijk tussen Ferdinand en Isabella I van Castilië werd een begin gemaakt met de eenwording van Spanje.
De Catalanen, die Karels zijde hadden gekozen, werden in 1471 door Johan verslagen.

## Nageslacht
Met Blanca I van Navarra:
- Karel van Viana (1421-1461)
- Johanna van Aragón (1423-1425)
- Blanca van Navarra, getrouwd met Hendrik IV van Castilië
- Eleonora van Foix, later koningin Eleonora I van Navarra

Met Johanna Enríquez:
- Ferdinand II van Aragon
- Prinses Johanna van Aragón (1454-1517), getrouwd met Ferdinand I van Napels

Met Margarita Escobar (buitenechtelijk kind):
- Johan van Aragón I (1439/40 - 1475), aartsbisschop van Zaragoza van 1458 tot 1475

## Kwartierstaat (voorouders)
| Hendrik II van Castilië (1334-1379) | Hendrik II van Castilië (1334-1379) | Hendrik II van Castilië (1334-1379) | Hendrik II van Castilië (1334-1379) | Hendrik II van Castilië (1334-1379) | Hendrik II van Castilië (1334-1379) | Johanna Emmanuella van Castilië (1339-1381) | Johanna Emmanuella van Castilië (1339-1381) | Johanna Emmanuella van Castilië (1339-1381) | Johanna Emmanuella van Castilië (1339-1381) | Johanna Emmanuella van Castilië (1339-1381) | Johanna Emmanuella van Castilië (1339-1381) |                                    |                                    | Peter IV van Aragón (1319-1387)    | Peter IV van Aragón (1319-1387)    | Peter IV van Aragón (1319-1387) | Peter IV van Aragón (1319-1387) | Peter IV van Aragón (1319-1387) | Peter IV van Aragón (1319-1387) | Eleonora van Sicilië (1325-1374) | Eleonora van Sicilië (1325-1374) | Eleonora van Sicilië (1325-1374) | Eleonora van Sicilië (1325-1374) | Eleonora van Sicilië (1325-1374) | Eleonora van Sicilië (1325-1374) |                                |                                | Alfons XI van Castilië (1311-1350) | Alfons XI van Castilië (1311-1350) | Alfons XI van Castilië (1311-1350) | Alfons XI van Castilië (1311-1350) | Alfons XI van Castilië (1311-1350) | Alfons XI van Castilië (1311-1350) | Leonor Núñez de Guzmán (1310-1351) | Leonor Núñez de Guzmán (1310-1351) | Leonor Núñez de Guzmán (1310-1351) | Leonor Núñez de Guzmán (1310-1351) | Leonor Núñez de Guzmán (1310-1351)       | Leonor Núñez de Guzmán (1310-1351)       |                                          |                                          | Peter I van Portugal (1320-1367)         | Peter I van Portugal (1320-1367)         | Peter I van Portugal (1320-1367)     | Peter I van Portugal (1320-1367)     | Peter I van Portugal (1320-1367)     | Peter I van Portugal (1320-1367)     | Inês de Castro (1325-1355)           | Inês de Castro (1325-1355)           | Inês de Castro (1325-1355)    | Inês de Castro (1325-1355)    | Inês de Castro (1325-1355)    | Inês de Castro (1325-1355)    |  |  |  |  |  |  |  |  |  |  |  |  |  |  |  |  |  |  |  |  |  |  |  |  |  |  |  |  |  |  |  |  |  |  |  |  |  |  |  |  |  |  |  |  |  |  |  |  |
| Hendrik II van Castilië (1334-1379) | Hendrik II van Castilië (1334-1379) | Hendrik II van Castilië (1334-1379) | Hendrik II van Castilië (1334-1379) | Hendrik II van Castilië (1334-1379) | Hendrik II van Castilië (1334-1379) | Johanna Emmanuella van Castilië (1339-1381) | Johanna Emmanuella van Castilië (1339-1381) | Johanna Emmanuella van Castilië (1339-1381) | Johanna Emmanuella van Castilië (1339-1381) | Johanna Emmanuella van Castilië (1339-1381) | Johanna Emmanuella van Castilië (1339-1381) |                                    |                                    | Peter IV van Aragón (1319-1387)    | Peter IV van Aragón (1319-1387)    | Peter IV van Aragón (1319-1387) | Peter IV van Aragón (1319-1387) | Peter IV van Aragón (1319-1387) | Peter IV van Aragón (1319-1387) | Eleonora van Sicilië (1325-1374) | Eleonora van Sicilië (1325-1374) | Eleonora van Sicilië (1325-1374) | Eleonora van Sicilië (1325-1374) | Eleonora van Sicilië (1325-1374) | Eleonora van Sicilië (1325-1374) |                                |                                | Alfons XI van Castilië (1311-1350) | Alfons XI van Castilië (1311-1350) | Alfons XI van Castilië (1311-1350) | Alfons XI van Castilië (1311-1350) | Alfons XI van Castilië (1311-1350) | Alfons XI van Castilië (1311-1350) | Leonor Núñez de Guzmán (1310-1351) | Leonor Núñez de Guzmán (1310-1351) | Leonor Núñez de Guzmán (1310-1351) | Leonor Núñez de Guzmán (1310-1351) | Leonor Núñez de Guzmán (1310-1351)       | Leonor Núñez de Guzmán (1310-1351)       |                                          |                                          | Peter I van Portugal (1320-1367)         | Peter I van Portugal (1320-1367)         | Peter I van Portugal (1320-1367)     | Peter I van Portugal (1320-1367)     | Peter I van Portugal (1320-1367)     | Peter I van Portugal (1320-1367)     | Inês de Castro (1325-1355)           | Inês de Castro (1325-1355)           | Inês de Castro (1325-1355)    | Inês de Castro (1325-1355)    | Inês de Castro (1325-1355)    | Inês de Castro (1325-1355)    |  |  |  |  |  |  |  |  |  |  |  |  |  |  |  |  |  |  |  |  |  |  |  |  |  |  |  |  |  |  |  |  |  |  |  |  |  |  |  |  |  |  |  |  |  |  |  |  |
|                                     |                                     |                                     |                                     |                                     |                                     |                                             |                                             |                                             |                                             |                                             |                                             |                                    |                                    |                                    |                                    |                                 |                                 |                                 |                                 |                                  |                                  |                                  |                                  |                                  |                                  |                                |                                |                                    |                                    |                                    |                                    |                                    |                                    |                                    |                                    |                                    |                                    |                                          |                                          |                                          |                                          |                                          |                                          |                                      |                                      |                                      |                                      |                                      |                                      |                               |                               |                               |                               |  |  |  |  |  |  |  |  |  |  |  |  |  |  |  |  |  |  |  |  |  |  |  |  |  |  |  |  |  |  |  |  |  |  |  |  |  |  |  |  |  |  |  |  |  |  |  |  |
|                                     |                                     |                                     |                                     | Johan I van Castilië (1358-1390)    | Johan I van Castilië (1358-1390)    | Johan I van Castilië (1358-1390)            | Johan I van Castilië (1358-1390)            | Johan I van Castilië (1358-1390)            | Johan I van Castilië (1358-1390)            |                                             |                                             |                                    |                                    |                                    |                                    | Eleonora van Aragón (1358-1382) | Eleonora van Aragón (1358-1382) | Eleonora van Aragón (1358-1382) | Eleonora van Aragón (1358-1382) | Eleonora van Aragón (1358-1382)  | Eleonora van Aragón (1358-1382)  |                                  |                                  |                                  |                                  |                                |                                |                                    |                                    |                                    |                                    | Sancho van Castilië (1342-1374)    | Sancho van Castilië (1342-1374)    | Sancho van Castilië (1342-1374)    | Sancho van Castilië (1342-1374)    | Sancho van Castilië (1342-1374)    | Sancho van Castilië (1342-1374)    |                                          |                                          |                                          |                                          |                                          |                                          | Beatrix van Alburquerque (1347—1381) | Beatrix van Alburquerque (1347—1381) | Beatrix van Alburquerque (1347—1381) | Beatrix van Alburquerque (1347—1381) | Beatrix van Alburquerque (1347—1381) | Beatrix van Alburquerque (1347—1381) |                               |                               |                               |                               |  |  |  |  |  |  |  |  |  |  |  |  |  |  |  |  |  |  |  |  |  |  |  |  |  |  |  |  |  |  |  |  |  |  |  |  |  |  |  |  |  |  |  |  |  |  |  |  |
|                                     |                                     |                                     |                                     | Johan I van Castilië (1358-1390)    | Johan I van Castilië (1358-1390)    | Johan I van Castilië (1358-1390)            | Johan I van Castilië (1358-1390)            | Johan I van Castilië (1358-1390)            | Johan I van Castilië (1358-1390)            |                                             |                                             |                                    |                                    |                                    |                                    | Eleonora van Aragón (1358-1382) | Eleonora van Aragón (1358-1382) | Eleonora van Aragón (1358-1382) | Eleonora van Aragón (1358-1382) | Eleonora van Aragón (1358-1382)  | Eleonora van Aragón (1358-1382)  |                                  |                                  |                                  |                                  |                                |                                |                                    |                                    |                                    |                                    | Sancho van Castilië (1342-1374)    | Sancho van Castilië (1342-1374)    | Sancho van Castilië (1342-1374)    | Sancho van Castilië (1342-1374)    | Sancho van Castilië (1342-1374)    | Sancho van Castilië (1342-1374)    |                                          |                                          |                                          |                                          |                                          |                                          | Beatrix van Alburquerque (1347—1381) | Beatrix van Alburquerque (1347—1381) | Beatrix van Alburquerque (1347—1381) | Beatrix van Alburquerque (1347—1381) | Beatrix van Alburquerque (1347—1381) | Beatrix van Alburquerque (1347—1381) |                               |                               |                               |                               |  |  |  |  |  |  |  |  |  |  |  |  |  |  |  |  |  |  |  |  |  |  |  |  |  |  |  |  |  |  |  |  |  |  |  |  |  |  |  |  |  |  |  |  |  |  |  |  |
|                                     |                                     |                                     |                                     |                                     |                                     |                                             |                                             |                                             |                                             | Ferdinand I van Aragon (1380-1416)          | Ferdinand I van Aragon (1380-1416)          | Ferdinand I van Aragon (1380-1416) | Ferdinand I van Aragon (1380-1416) | Ferdinand I van Aragon (1380-1416) | Ferdinand I van Aragon (1380-1416) |                                 |                                 |                                 |                                 |                                  |                                  |                                  |                                  |                                  |                                  |                                |                                |                                    |                                    |                                    |                                    |                                    |                                    |                                    |                                    |                                    |                                    | Eleonora Urraca van Castilië (1374-1435) | Eleonora Urraca van Castilië (1374-1435) | Eleonora Urraca van Castilië (1374-1435) | Eleonora Urraca van Castilië (1374-1435) | Eleonora Urraca van Castilië (1374-1435) | Eleonora Urraca van Castilië (1374-1435) |                                      |                                      |                                      |                                      |                                      |                                      |                               |                               |                               |                               |  |  |  |  |  |  |  |  |  |  |  |  |  |  |  |  |  |  |  |  |  |  |  |  |  |  |  |  |  |  |  |  |  |  |  |  |  |  |  |  |  |  |  |  |  |  |  |  |
|                                     |                                     |                                     |                                     |                                     |                                     |                                             |                                             |                                             |                                             | Ferdinand I van Aragon (1380-1416)          | Ferdinand I van Aragon (1380-1416)          | Ferdinand I van Aragon (1380-1416) | Ferdinand I van Aragon (1380-1416) | Ferdinand I van Aragon (1380-1416) | Ferdinand I van Aragon (1380-1416) |                                 |                                 |                                 |                                 |                                  |                                  |                                  |                                  |                                  |                                  |                                |                                |                                    |                                    |                                    |                                    |                                    |                                    |                                    |                                    |                                    |                                    | Eleonora Urraca van Castilië (1374-1435) | Eleonora Urraca van Castilië (1374-1435) | Eleonora Urraca van Castilië (1374-1435) | Eleonora Urraca van Castilië (1374-1435) | Eleonora Urraca van Castilië (1374-1435) | Eleonora Urraca van Castilië (1374-1435) |                                      |                                      |                                      |                                      |                                      |                                      |                               |                               |                               |                               |  |  |  |  |  |  |  |  |  |  |  |  |  |  |  |  |  |  |  |  |  |  |  |  |  |  |  |  |  |  |  |  |  |  |  |  |  |  |  |  |  |  |  |  |  |  |  |  |
|                                     |                                     |                                     |                                     |                                     |                                     |                                             |                                             |                                             |                                             |                                             |                                             |                                    |                                    |                                    |                                    |                                 |                                 |                                 |                                 |                                  |                                  |                                  |                                  |                                  |                                  |                                |                                |                                    |                                    |                                    |                                    |                                    |                                    |                                    |                                    |                                    |                                    |                                          |                                          |                                          |                                          |                                          |                                          |                                      |                                      |                                      |                                      |                                      |                                      |                               |                               |                               |                               |  |  |  |  |  |  |  |  |  |  |  |  |  |  |  |  |  |  |  |  |  |  |  |  |  |  |  |  |  |  |  |  |  |  |  |  |  |  |  |  |  |  |  |  |  |  |  |  |
|                                     |                                     |                                     |                                     |                                     |                                     |                                             |                                             |                                             |                                             |                                             |                                             |                                    |                                    |                                    |                                    |                                 |                                 |                                 |                                 |                                  |                                  |                                  |                                  |                                  |                                  |                                |                                |                                    |                                    |                                    |                                    |                                    |                                    |                                    |                                    |                                    |                                    |                                          |                                          |                                          |                                          |                                          |                                          |                                      |                                      |                                      |                                      |                                      |                                      |                               |                               |                               |                               |  |  |  |  |  |  |  |  |  |  |  |  |  |  |  |  |  |  |  |  |  |  |  |  |  |  |  |  |  |  |  |  |  |  |  |  |  |  |  |  |  |  |  |  |  |  |  |  |
| Alfons V van Aragón (1396-1458)     | Alfons V van Aragón (1396-1458)     | Alfons V van Aragón (1396-1458)     | Alfons V van Aragón (1396-1458)     | Alfons V van Aragón (1396-1458)     | Alfons V van Aragón (1396-1458)     |                                             |                                             | Maria van Aragón (1403-1445)                | Maria van Aragón (1403-1445)                | Maria van Aragón (1403-1445)                | Maria van Aragón (1403-1445)                | Maria van Aragón (1403-1445)       | Maria van Aragón (1403-1445)       |                                    |                                    | Johan II van Aragón (1398-1479) | Johan II van Aragón (1398-1479) | Johan II van Aragón (1398-1479) | Johan II van Aragón (1398-1479) | Johan II van Aragón (1398-1479)  | Johan II van Aragón (1398-1479)  |                                  |                                  | Hendrik van Aragón (1400-1445)   | Hendrik van Aragón (1400-1445)   | Hendrik van Aragón (1400-1445) | Hendrik van Aragón (1400-1445) | Hendrik van Aragón (1400-1445)     | Hendrik van Aragón (1400-1445)     |                                    |                                    | Eleonora van Aragón (1402-1445)    | Eleonora van Aragón (1402-1445)    | Eleonora van Aragón (1402-1445)    | Eleonora van Aragón (1402-1445)    | Eleonora van Aragón (1402-1445)    | Eleonora van Aragón (1402-1445)    |                                          |                                          | Peter van Aragón (1406-1438)             | Peter van Aragón (1406-1438)             | Peter van Aragón (1406-1438)             | Peter van Aragón (1406-1438)             | Peter van Aragón (1406-1438)         | Peter van Aragón (1406-1438)         |                                      |                                      | Sancho van Aragón (1410-1416)        | Sancho van Aragón (1410-1416)        | Sancho van Aragón (1410-1416) | Sancho van Aragón (1410-1416) | Sancho van Aragón (1410-1416) | Sancho van Aragón (1410-1416) |  |  |  |  |  |  |  |  |  |  |  |  |  |  |  |  |  |  |  |  |  |  |  |  |  |  |  |  |  |  |  |  |  |  |  |  |  |  |  |  |  |  |  |  |  |  |  |  |

}